# Octobre 1989

## Événements

### Dimanche1eroctobre1989
- République démocratique allemande : début du transfert vers l'Ouest de plus de 6 000 Allemands de l'Est auparavant réfugiés dans les ambassades ouest-allemandes à Prague et à Varsovie.
- Allemagne de l'Ouest : élections municipales en Rhénanie et dans le Nord-Westphalie : maintien du SPD (42,9 %), légère baisse de la CDU (37,5 %), percée du Parti libéral (6,5 %) et des Républicains de la droit nationale (2,3 %) mais avec des listes dans seulement la moitié des communes; dans les villes importantes de Cologne, Dortmund et Düsseldorf, il obtient entre 5 et 8 % des voix.
- Liban : 62 députés libanais, sont réunis à Taef en (Arabie saoudite), pour des assises de « réconciliation nationale ».
- Formule 1 : le Brésilien Ayrton Senna (McLaren-Honda) remporte la 20e victoire de sa carrière en gagnant le Grand Prix d'Espagne disputé sur le circuit de Jerez de la Frontera devant Gerhard Berger (Ferrari) et son coéquipier Alain Prost.

### Lundi2 octobre 1989
- République démocratique allemande : à Dresde, comme à Leipzig se déroulent d'importantes manifestations pour la liberté, dans cette dernière ville, plusieurs milliers de candidats à l'exil s'affrontent avec la police.
- France : reconduction de la grève aux usines Peugeot de Sochaux et de Mulhouse.
- Grande-Bretagne : le Parti travailliste renonce officiellement à sa doctrine du désarmement nucléaire unilatéral.
- Union soviétique : le Soviet suprême vote, à la demande du président Mikhaïl Gorbatchev, une résolution interdisant le droit de grève dans les secteurs stratégiques. Lors de son discours, Gorbatchev déclare : « Nous avons commencé à perdre le contrôle des choses. Les nouveaux mécanismes ne sont pas enclenchés, alors que les anciens ne fonctionnent plus (...) On ne peut pas attendre. Chaque jour supplémentaire a des conséquences terribles ». Gorbatchev obtient l'interdiction de toute grève pendant un an, mais le lendemain il limite cette mesure aux seuls secteurs stratégiques (transports, communications, énergies, défense nationale, police et administrations gouvernementales, soit 35 à 40 % des travailleurs).

### Mardi3 octobre 1989
- Belgique : le professeur de médecine Joseph Wybran, président du Comité de Coordination des organisations juives de Belgique, est assassiné à Bruxelles.
- France : 
  - Toute la journée des pluies torrentielles stationnent au-dessus de Nîmes, provoquant de terribles inondations, qui feront seulement 10 victimes, mais plus de 1,2 milliard d'euros de dégâts.
  - Alain Poher est élu pour la huitième fois consécutive, au troisième tour de scrutin, président du Sénat.
  - À l'Assemblée nationale, le premier ministre engage la responsabilité du gouvernement sur le projet de loi de programmation militaire 1990-1993. Le RPR dépose une motion de censure, malgré l'avis contraire des autres groupes de l'opposition; elle est repoussée le 9 octobre.
- Panama : une tentative de putsch contre le général Manuel Noriega aboutit à six heures de combats de rue. Le président George H. W. Bush dément toute participation des États-Unis.

### Mercredi4 octobre 1989
- République démocratique allemande : lors du transfert par train, des 6 000 réfugiés des ambassades ouest-allemandes, des milliers d'autres allemands de l'est, candidats à l'émigration vers l'ouest, accourent et tentent de monter dans ces « trains de la liberté » en les prenant d'assaut.
- France : 
  - Dans le cadre du conflit Peugeot : un conciliateur est nommé, mais les grévistes refusent d'évacuer la forge de Sausheim.
  - Fin de la grève de neuf jours des gardiens de prison, à l'appel de FO pénitentiaire.
  - Le Front national organise une manifestation devant le Sénat, à l'occasion de l'ouverture du débat sur le projet de loi relatif au financement des partis politiques et des campagnes électorales.
  - Le ministre de l'intérieur Pierre Joxe annonce la création d'une nouvelle cellule chargée de « lutter contre le racisme et l'antisémitisme. »

### Jeudi5 octobre 1989
- République démocratique allemande : à Dresde, de violent affrontements voient s'affronter plusieurs milliers de manifestants, candidats à l'exil, et les forces de police.
- France : les organisations SOS Racisme et MRAP lancent une offensive médiatico-politique contre le principal du collège Gabriel-Havez de Creil, Ernest Chénière, un Martiniquais, coupable à leurs yeux, d'avoir renvoyé trois jeunes élèves musulmanes qui refusaient d'ôter leur voile islamique en classe. À la suite de cette opération un accord va être trouvé le 9 octobre.
- Tibet : le Prix Nobel de la paix est attribué au dalaï-lama.

### Vendredi6 octobre 1989
- République démocratique allemande : 
  - Visite officielle de deux jours de Mikhaïl Gorbatchev.
  - Durant quatre jours, dans plusieurs villes du pays, ont lieu des manifestations anti-Honecker et anti-Gorbatchev, dispersées par la police.
- France : 
  - L'ancien président Valéry Giscard d'Estaing, dans un entretien donné à L'Express, propose la constitution, avant le 1er janvier 1992, d'une formation unique de l'opposition, qu'il propose d'appeler le « RUR » (Rassemblement de l'union pour le renouveau).
  - Dans le cadre du débat parlementaire sur le projet de loi relatif au financement des partis politiques et des campagnes électorales, l'article prévoyant l'amnistie est rejeté.
- Hongrie : 
  - Réunis en congrès pour deux jours, le parti communiste hongrois (PSOH, Parti socialiste ouvrier hongrois), décide de l'abandon de toute référence au communisme, et prend la dénomination de « Parti socialiste hongrois ».
  - Décès de Janos Kadar, homme d'État hongrois.
- Pakistan :
  - "Nuit des chacals", complot échoué visant à destituer le premier ministre Benazir Bhutto et qui rassembla notamment, outre des députés et des dissidents politiques, des officiers supérieurs de l'Inter-Service Intelligence, les services de renseignement Pakistanais. Le premier ministre tenta de réformer l'ISI pour diminuer ses pouvoirs, mais n'en aura pas le temps ; à la suite des tensions entre l'ISI et le gouvernement, Benazir Bhutto démissionna l'année suivante.

### Samedi7 octobre 1989
- République démocratique allemande : dernière grande manifestation populaire du régime communiste de la République démocratique allemande, à l'occasion du 40e anniversaire de la RDA, en présence de Mikhaïl Gorbatchev.
- Argentine : le président Carlos Menem amnistie les militaires et les civils poursuivis pour « violation des droits de l'homme » entre les années 1976 et 1983, ainsi que les trois commandants en chef, responsables, lors de la guerre des Malouines en 1982.
- France : 
  - Vote du projet de loi relatif au financement des partis politiques et des campagnes électorales, à l'exception de l'article prévoyant l'amnistie.
  - Le Ministre de l'Intérieur, Pierre Joxe, annonce la création d'une cellule ministérielle chargée de « lutter contre le racisme et l'antisémitisme ».
- Grèce : Tzannis Tzannetakis, le Premier ministre du gouvernement de la coalition expérimentale « communistes et conservateurs », démissionne.
- Hongrie : le Parti socialiste ouvrier hongrois change de nom et devient le Parti socialiste hongrois (700 000 adhérents) avec à sa tête Rezsö Nyers ancien social-démocrate rallié aux communistes en 1948.
- Vatican : le pape Jean-Paul II entame un voyage officiel de 10 jours en Asie du Sud-Est lors duquel il rend visite à Séoul (2 jours), à l'Indonésie (5 jours), puis à l'île Maurice (3 jours).

### Lundi9 octobre 1989
- France : 
  - Dans le cadre de l'Affaire du voile islamique au collège Gabriel-Havez de Creil, fréquenté par 58,5 % d'élèves musulmans, les organisations SOS Racisme et MRAP ont négocié un accord, autorisant les élèves à porter le foulard dans l'enceinte de l'établissement, mais pas en classe. À la suite de cet accord d'autres cas similaires apparaissent à Marseille et à Avignon.
  - Visite officielle du président François Mitterrand en Amérique latine : Venezuela (9,10), Équateur (11), Colombie (12). À l'escale en Guadeloupe, il est victime d'un « léger malaise » officiellement dû à la chaleur.
- Hongrie : Rezsö Nyers prend la présidence du nouveau « Parti socialiste hongrois ».
- Union européenne : le plan Delors-Scrivener sur l'aménagement des TVA européennes est rejeté à l'unanimité par les ministres des Finances des Douze.

### Mardi10 octobre 1989
- France : 
  - Ouverture du débat parlementaire sur le projet de loi Badinter relatif à la réforme du code pénal.
  - Grève nationale des douaniers.
- Venezuela : Lors de la visite officielle du président français François Mitterrand, un accord de coopération dans la lutte contre le trafic de drogue, est signé.
- Union européenne : Les élus du groupe des Droites européennes sont exclus de la présidence et de la vice-présidence des délégations interparlementaire sur proposition de Jean-Pierre Cot, président du groupe socialiste du Parlement européen. Le 11, les députés frontistes Bruno Gollnisch et Bernard Antony, qui protestaient contre cette « violation » des règles du Parlement européen, sont expulsés de force de l'hémicycle.

### Mercredi11 octobre 1989
- Grèce : Yannis Grivas, le président de la Cour de cassation est nommé Premier ministre par intérim, en vue de préparer les prochaines élections anticipées.
- Hongrie : Imre Pozsgay, candidat officiel à la présidence de la République déclare dans une interview au journal Le Figaro : « Le bilan du communisme est négatif. C'était une impasse. Il a créé la propriété bureaucratique et tué l'initiative individuelle. La passivité est devenue le comportement dominant. »

### Jeudi12 octobre 1989
- Résolution du Parlement européen sur la situation en RDA.

### Vendredi13 octobre 1989
- États-Unis : mini-krach boursier, entraînant une baisse de 7 % de l'indice Dow Jones de Wall Street (-190 points).
- France : lors de la réunion du comité central du PCF, l'ancien ministre, Charles Fiterman, fait lire un rapport mettant en cause le secrétaire général, Georges Marchais.
- Union soviétique : à Moscou, pour la première fois depuis 1917, une grande messe est célébrée dans la cathédrale orthodoxe de l'Assomption, à l'occasion du 400e anniversaire du Patriarcat orthodoxe de Moscou.

### Samedi14 octobre 1989
- France : le corps du général de réserve Jean Favreau, ancien gouverneur militaire de Paris est retrouvé flottant dans la Gironde, il était signalé comme disparu depuis le 7 octobre. La police s'oriente sur la piste d'un crime crapuleux. Le 12, sa voiture avait été retrouvée incendiée sur un sentier forestier à une quinzaine de kilomètres de sa résidence en Gironde.

### Dimanche15 octobre 1989
- Afrique du Sud : huit responsables de l'ANC, emprisonnés pour terrorisme, sont libérés par décision du gouvernement de Frederik de Klerk. Parmi eux, Walter Sisulu, 77 ans, un des chefs historiques, après 26 ans de prison.
- Wayne Gretzky marque le 1851e point de sa carrière et surpasse ainsi Gordie Howe au premier rang des marqueurs de la LNH et devient le meilleur marqueur de tous les temps.

### Lundi16 octobre 1989
- République démocratique allemande : une importante manifestation regroupant plus de cent mille personnes se déroule à Leipzig.

### Mardi17 octobre 1989
- États-Unis : près de San Francisco en Californie, un tremblement de terre de magnitude 6,9 cause la mort de 63 personnes.
- France : lors d'une interview sur la chaîne Antenne 2, le ministre de l'Éducation nationale, Lionel Jospin demande au Garde des Sceaux d'engager des poursuites contre le maire de Montfermeil, Pierre Bernard, car ce dernier a pris la décision de refuser l'inscription de nouveaux enfants, issus de l'immigration, sous motif que ceux-ci représentent 100 % des enfants dans certaines classes de sa commune, et 27 % au total.

### Mercredi18 octobre 1989
- République démocratique allemande : Erich Honecker, secrétaire général du parti communiste (SED) et chef de l'État depuis 1971, quitte le pouvoir. Il est remplacé à partir du 24 octobre par Egon Krenz, son dauphin désigné.
- Espace : lancement de la navette spatiale Atlantis et de la sonde Galileo vers la planète Jupiter.
- France : 
  - Les fonctionnaires des impôts manifestent devant le ministère des Finances à Bercy. Le 20, leurs syndicats jugent comme insuffisante la prime de 315 FF proposée par le ministre des finances Pierre Bérégovoy.
  - Relance de l'affaire des foulards au collège Gabriel-Havez de Creil. Sur la pression de la Fédération des musulmans de France, les trois jeunes filles musulmanes refusent à nouveau d'enlever leur voile et sont expulsées en vertu du décret de 1937 interdisant le prosélytisme à l'intérieur des établissements scolaires. La FMF, représenté par Jacques Vergès, porte plainte contre le proviseur Ernest Chénière.
- Hongrie : instauration du multipartisme en Hongrie. 
  - 333 députés contre 5 et 8 abstentions votent la fin de la constitution de 1949. La Hongrie est officiellement nommée « République de Hongrie » abandonnant la dénomination de « République socialiste et populaire », la notion de « pouvoir des travailleurs » et surtout met fin au rôle dirigeant du parti communiste instaurant désormais le multipartisme.
  - Matyas Szurös, le président du Parlement est nommée chef d'État par intérim jusqu'à l'élection présidentielle.
- Pologne : le premier ministre Tadeusz Mazowiecki est en visite officielle de trois jours en Italie. Il est reçu le 20 octobre par le pape Jean-Paul II.

### Vendredi20 octobre 1989
- Hongrie : le Parlement vote la nouvelle loi électorale instituant des élections législatives libres et multipartites.

### Samedi21 octobre 1989
- France : le premier ministre Michel Rocard engage la responsabilité du gouvernement sur la première partie du projet de la loi de Finances pour 1990.

### Dimanche22 octobre 1989
- France : 
  - À Paris, les associations de musulmans intégristes, relayées par La Voix de l'Islam de Mohamed Moujaher, organisent de Barbès à la République, une manifestation en faveur du port du « khiemar », le foulard coranique dans les écoles publiques. Six cents intégristes islamistes sont décomptés.
  - De nombreuses personnalités de droite, dont Valéry Giscard d'Estaing, Charles Millon et Jean-Marie Le Pen demandent  l'ouverture  d'un grand débat sur l'immigration.
- Hongrie : le ministre hongrois des Affaires étrangères évoque, lors d'une réunion à Oslo, la possibilité d'un retrait des troupes soviétiques « aussi vite que possible. »
- Liban : les 62 députés libanais, réunis à Taef en (Arabie saoudite), pour des assises de « réconciliation nationale », signent un accord consacrant la présence syrienne et sa mainmise sur le pays. Cet accord est rejeté par le général Michel Aoun.
- Formule 1 : le duel au sommet entre les deux coéquipiers de McLaren-Honda Alain Prost et Ayrton Senna pour l'attribution du titre de champion du monde de Formule 1 tourne court, lors du GP du Japon, sur le circuit de Suzuka. Senna tente de passer en force, Prost refuse de céder : les deux monoplaces entrent en collision. Prost abandonne, Senna repart, mais est disqualifié pour avoir été poussé par les commissaires. Alain Prost remporte son troisième titre de champion du monde.

### Lundi23 octobre 1989
- République démocratique allemande : 300 000 personnes réclament à Leipzig la fin de la dictature communiste.
- Cambodge : les Khmers rouges prennent la ville de Pallin et menacent Battambang, la deuxième ville du pays.
- France : Fin des programmes de la radio Aventure FM et naissance de la radio MAXXIMUM à Paris sur 105.9 FM.
- France : fin de sept semaines de grève dans les usines Peugeot de Sochaux et de Mulhouse.
- Hongrie : 
  - Une manifestation regroupant plus de 100 000 personnes réclame le droit de célébrer l'insurrection de 1956. La foule brandit le drapeau officiel hongrois — rouge, blanc, vert — mais dont les insignes communistes ont été soigneusement découpés, et des portraits du héros de l'insurrection de 1956, Imre Nagy.
  - Annonce officielle du changement du nom du pays qui devient la République de Hongrie, l'adjectif « populaire » est abandonné, symboliquement le jour de l'anniversaire de l'insurrection de 1956. Le nouveau drapeau hongrois a comme insigne officiel la couronne du saint patron du pays, le roi Étienne Ier. Le président de l'Assemblée déclare : « Après tant d'années ce peuple mérite un peu de bonheur et d'abondance ».
- Liban : signature de l'accord de Taëf, présenté comme une tentative de restaurer la paix, due aux efforts politiques d'un comité composé du roi Hussein de Jordanie, du roi Fahd d'Arabie saoudite, et du président Chadli d'Algérie. 62 députés — chrétiens et musulmans — de l'ancienne Assemblée nationale libanaise réunit à Taëf, adoptent un document consacrant de fait la mainmise de la Syrie sur le Liban à qui cet accord donne une base légale.

### Mardi24 octobre 1989
- République démocratique allemande : la Chambre du peuple élit Egon Krenz à la présidence du Conseil d'État.

### Mercredi25 octobre 1989
- France : 
  - Le ministre de l'Éducation Lionel Jospin, dans une intervention à l'Assemblée nationale, dit autoriser le port du foulard islamique à l'école tout en appelant au respect de la laïcité. Sa position est saluée par un hourvari de protestations de députés de droite comme de gauche. La FEN déclare que « Ni le lieu, ni la forme, ni le fond des propos du ministre ne sont acceptables ». Jean Poperen lance une offensive politique pour défendre la laïcité, alors que le bureau exécutif du Parti socialiste, après six heures de débat n'arrive pas à prendre une position claire.
  - Le conseil des ministres adopte les projets de loi d'amnistie pour les crimes de sang en Nouvelle-Calédonie, amnistie étendue aux assassins des gendarmes d'Ouvéa.
  - La fin d'une Europe coupée en deux : discours de François Mitterrand au parlement européen[1].

### Jeudi26 octobre 1989
- Grande-Bretagne : le Chancelier de l'Échiquier, Nigel Lawson démissionne. Il est remplacé par John Major, secrétaire au Foreign Office, lui-même remplacé par Douglas Hurd. Alan Walters, le conseiller économique du Premier ministre, Margaret Thatcher démissionne aussi.

### Vendredi27 octobre 1989
- Découverte des astéroïdes : 4868 Knushevia, 5402 Kejosmith, 5477 Holmes et 5738 Billpickering
- Sortie du jeu vidéo : Castlevania: The Adventure
- Sortie de la chanson Free Fallin' de Tom Petty

### Samedi28 octobre 1989
- République socialiste tchécoslovaque : début de la « révolution de velours ».
- France : lors de la convention nationale du Parti républicain, Gérard Longuet devient secrétaire général en remplacement d'Alain Madelin.

### Dimanche29 octobre 1989
- Espagne : les élections législatives, sont remportées pour la troisième fois consécutive mais de justesse par le Parti socialiste ouvrier espagnol qui conserve la majorité absolue. Le Parti communiste espagnol connait une progression importante.

### Lundi30 octobre 1989
- République démocratique allemande : plus de 500 000 personnes réclament à Berlin-Est la démission d'Egon Krenz, le nouveau Premier ministre, aux cris de « Gorby, Gorby, soutiens-nous » et demandent la création d'un mouvement indépendant sur le modèle du syndicat Solidarność.

### Mardi31 octobre 1989
- Turquie : le Parlement élit le premier ministre Turgut Özal comme nouveau président de la République.

## Naissances
- 4 octobre : Rich Homie Quan, rappeur américain († 5 septembre 2024).
- 8 octobre : Ngô Minh Hiếu, hacker vietnamien.
- 13 octobre : Slimane Nebchi, auteur-compositeur-interprète français.
- 24 octobre : David Castañeda, acteur mexicano-américain.
- 25 octobre : Papa Arfang Senghor, écrivain sénégalais.
- 30 octobre : Gauvain Sers, auteur-compositeur-interprète français.

## Décès
- Dimanche 1er octobre 1989, France : décès du compositeur et chanteur danois Georges Ulmer à l'âge de 70 ans.
- Lundi 2 octobre 1989, URSS : Mort d'Andreï Gromyko, homme d'État soviétique.
- Mardi 3 octobre 1989 : James Bickford, bobeur américain (° 2 novembre 1912), a 76 ans.
- Jeudi 12 octobre 1989, Belgique : décès du compositeur-chanteur-musicien Franco Luambo.